# 브라운스톤 서울
브라운스톤 서울(영어: Brownstone Seoul)은 대한민국 서울특별시 중구 중림동에 있는 초고층 아파트 단지다. 101동은 지상 39층이고 102동은 지상 35층이고 지하로는 7층까지 있다. 아파트, 오피스텔이 용도이며 주변에는 상가 뿐만 아니라 쇼핑이 있다. 2003년에 분양한다. 이후 착공하여 2006년에 완공하였다.

## 역사
옛 대왕실업 자리에 주상복합 단지인 아파트와 오피스텔을 지을 계획이 있다. 중구 중림동 서소문공원 옆에 아파트를 분양한다. 2003년 6월에 착공하였고 2004년에는 단지내 상가를 분양한다. 이후 2006년 3월에 완공하였다. 같은 해 20일에 입주가 시작되었다. 완공 후 중구에서 가장 높은 아파트, 오피스텔이 되었다.

## 구성
브라운스톤 서울의 구성이다. 단지 구성은 101동은 최고 높이 39층, 154m고 102동은 최고 높이 35층, 138m이다.
| 동 명칭 | 층수 | 높이 |
| ------- | ---- | ---- |
| 101동   | 39층 | 154m |
| 102동   | 35층 | 138m |

## 높이
최고 높이는 154m이고 최고 층수는 지상 39층이다. 현재 중구에서 가장 높은 아파트, 오피스텔이다. 101동은 오피스텔만 있고 102동에는 오피스텔과 아파트가 있는데 101동이 102동보다 높다.

## 특징
높이와 층수가 다른 점도 있고 아파트와 오피스텔이 있는 시설은 102동에 있다. 아파트에는 110가구가 있고 오피스텔에는 333실이 있는데 총 443가구가 있다. 총 162세대(24평 4세대, 30평 9세대, 33평 149세대)가 있는 경우도 있는데 20평 이상의 아파트 단지라고 한다. 총 주차대수는 428대(세대당 1.27대)다. 난방 방식은 개별난방, 도시가스다.  근린생활시설이 있고 수영장, 사우나, 골프장이 있고 옥상정원이 있다.

## 내부 시설

### 101동
| 층수                | 용도       |
| ------------------- | ---------- |
| 36층 ~ 39층         | 오피스텔   |
| 35층                | -          |
| 4층 ~ 34층          | 오피스텔   |
| 1층 ~ 3층           | 판매시설   |
| 지하 7층 ~ 지하 1층 | 지하주차장 |

### 102동
| 층수                | 용도       |
| ------------------- | ---------- |
| 8층 ~ 35층          | 아파트     |
| 1층 ~ 7층           | 오피스텔   |
| 지하 7층 ~ 지하 1층 | 지하주차장 |

## 같이 보기
- 서울특별시의 마천루 목록